# Mimudea rosinalis
Mimudea rosinalis là một loài bướm đêm trong họ Crambidae.